# 采爾科夫納
49°0′9″N 23°47′10″E / 49.00250°N 23.78611°E
采爾科夫納（烏克蘭語：Церковна），是烏克蘭西部的村莊，隸屬伊萬諾-弗蘭科夫斯克州的卡盧什區。該村面積15.88平方公里，2001年人口1,029，人口密度每平方公里64.8人。